# Cisco Discovery Protocol
O Cisco Discovery Protocol (abreviado CDP) é um protocolo proprietário da camada de ligação de dados (Layer 2) desenvolvido pela Cisco Systems que tem como principal função a descoberta de equipamentos na rede, facilitando a compreensão da topologia da rede e de sua arquitetura. Este protocolo vem ativado por default (padrão) na maioria dos equipamentos de rede fabricados pela Cisco Systems.
Por questão de segurança, é recomendado a desativar o protocolo CDP nas interfaces que não fazem parte da sua rede interna,como interfaces (serial) conectadas a provedores de acesso a internet pois o CDP envia informações sobre arquitetura ou plataforma da rede interna da empresa, que podem ser utilizadas por terceiros.